# Dasia grisea
Dasia grisea (сіра дасія) — вид сцинкоподібних ящірок родини сцинкових (Scincidae). Мешкає в Південно-Східній Азії.

## Поширення і екологія
Сірі дасії мешкають на Малайському півострові, на Калімантані і Філіппінах, спостерігалися на Суматрі. Вони живуть в первинних і вторинних діптерокарпових лісах, на узліссях та на прилеглих сільськогосподарських угіддях. Ведуть деревний спосіб життя. Зустрічаються на висоті від 100 до 1100 м над рівнем моря.